# Prison de Herstedvester
Herstedvester Fængsel
La prison de Herstedvester (en danois : Herstedvester Fængsel) est une prison danoise située dans la localité d'Albertslund, dans le Grand Copenhague et dans la région de Hovedstaden. La prison tire son nom du bydel de Herstedvester (da) où est situé l'établissement. Elle est administrée par la Direction de l’Administration Pénitentiaire (da) du ministère de la justice du Danemark.

## Histoire
L'établissement a été construit en 1935 afin d'incarcérer des détenus  psychopathes. Lors de sa mise en service, elle constitue la première prison européenne à utiliser une méthode de traitement connue sous le nom de communauté thérapeutique démocratique (en) (en anglais : Democratic Therapeutic Community).
Les prisonniers groenlandais considérés comme présentant un risque trop élevé pour les prisons ouvertes du Groenland étaient tous autrefois détenus à la prison de Herstedvester. En 2019, la première prison entièrement fermée du Groenland entre en activité à Nuuk, la capitale du Groenland, les prisonniers groenlandais de Herstedvester se sont alors vus proposer d'y être transférés. Cependant, une grande partie d'entre eux ont souhaité continuer à purger sa peine à Herstedvester plutôt qu'à Nuuk,.

## Description
L'établissement a une capacité d'accueil de 143 personnes en quartier fermé et de 23 en quartier de semi-liberté.
L'établissement accueille des criminels condamnés et occasionnellement des personnes ayant fait l'objet d'une « peines de détention (en) » (en danois : forvaringsdom) et nécessitant une assistance et un suivi psychiatriques.

## Détenus notables
Plusieurs détenus notables ont été incarcérés à la prison de Herstedvester, notamment Abel Klemmensen (en), Peter Lundin (en) et Peter Madsen,,.

## Événements notables
Le 20 octobre 2020, Peter Madsen, incarcéré dans l'établissement à la suite de sa condamnation à perpétuité pour le meurtre de Kim Wall, tente de s'évader. Il parvient à quitter l'établissement en menaçant un employé et sera repris deux heures plus tard,,,.